# Volker Michael Roth

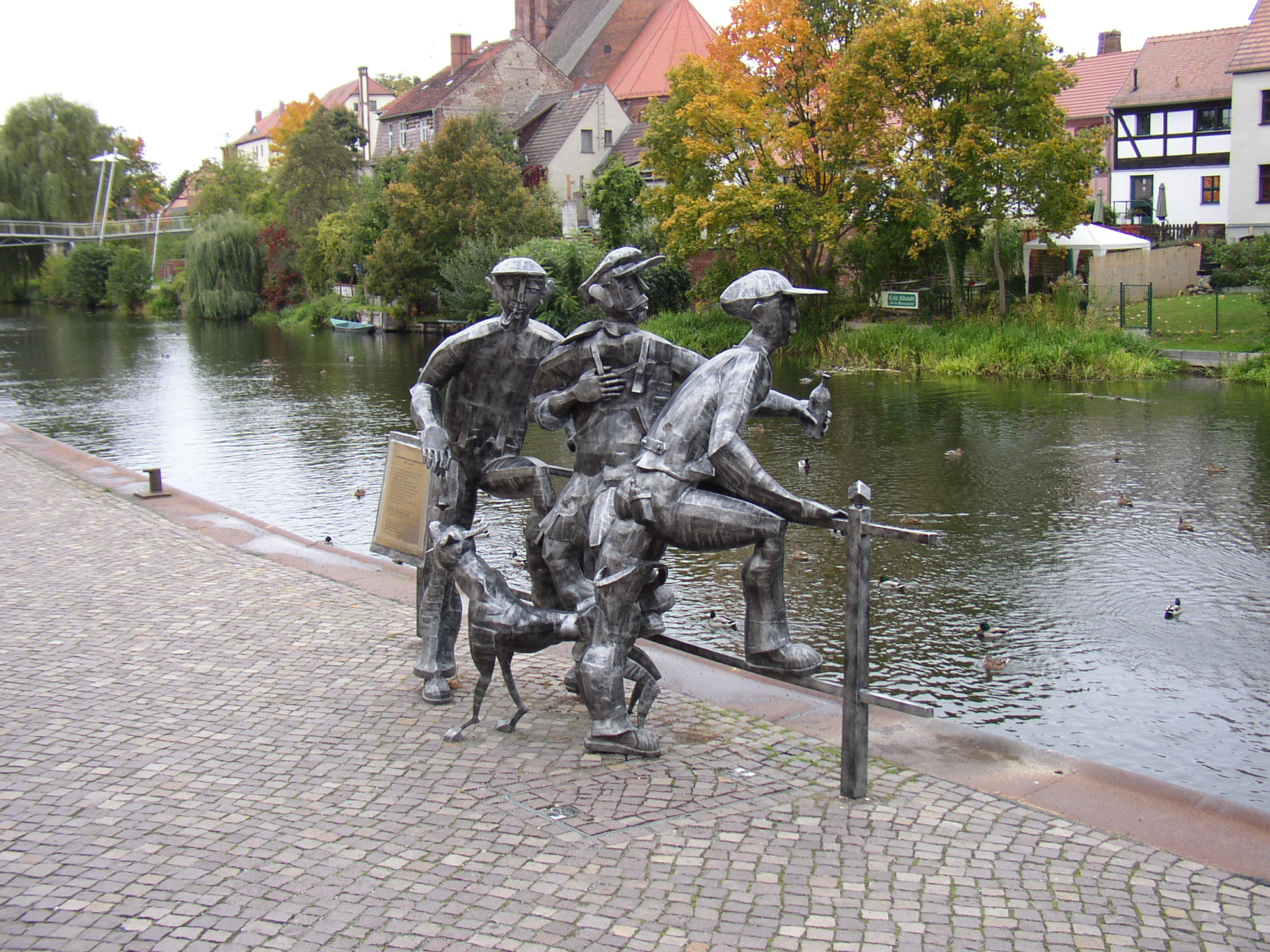
Figurengruppe Schleusenspucker

Volker Michael Roth (* 1944 in Rathenow; † 15. September 2008 ebenda) war ein deutscher Bildhauer.

## Leben
Volker Michael Roth wuchs in der brandenburgischen Stadt Rathenow an der Havel auf und absolvierte in der Zeit von 1962 bis 1964 eine Lehre als Steinmetz und Steinbildhauer. Von 1964 bis 1970 war er als Steinmetz und in den verschiedenen kulturellen Bereichen tätig. In Dresden, Demitz-Thumitz, Potsdam und Berlin setzte er von 1970 bis 1975 seine Ausbildung fort. Bereits seit 1908 gibt es in Demitz-Thumitz eine Steinmetzschule, wo noch heute Gesellen und Meister aus allen Bundesländern ausgebildet werden. 1972 legte er seine Meisterprüfung im Steinmetz- und Steinbildhauerhandwerk ab. Zusätzlich betätigte er sich in dieser Zeit auch als Buch- und Ausstellungsgestalter und entwickelte Bühnenentwürfe sowie Entwürfe für Sportpokale. Er war ebenfalls Leiter eines Volkskunstzirkels. Im Jahr 1976 übernahm er die Führung eines Handwerksbetriebes für Steinmetz- und Bildhauerarbeiten.
Erste größere Auftragsarbeiten erregten öffentliches Interesse wie z. B. der Themenbrunnen Vom Fischer und seiner Frau und das Pestalozzi-Denkmal. Ab 1982 kamen zu den Steinarbeiten auch erste Arbeiten aus Stahl hinzu. 1988 begann er eine freiberufliche Tätigkeit. Seit dieser Zeit war er Mitglied im Brandenburgischen Verband Bildender Künstler mit Ausstellungsbeteiligungen in Berlin und Prag. In der Galerie Unter den Linden wurden 1989/1990 kleine plastische Stein- und Stahlarbeiten von ihm gezeigt. Weitere Werke von ihm zeigten unter anderem 1991/1992 Ausstellungen in Basel, Zürich, Ulm und Heidenheim.
Volker Michael Roth gehörte zu den Gründungsmitgliedern des Rathenower Kunstvereins und war gleichzeitig der Vorsitzende. In den Jahren 1992 bis 1996 widmete er sich bildhauerischen Auftragsarbeiten, der Organisation und Teilnahme am Rathenower Bildhauersymposium und der Ausstellung Skulpturen und Objekte im Kloster Jerichow. Ab 1996 nahm er eine zeitweilige Dozententätigkeit an der Ausbildungsstätte für Steinbildhauer in Königslutter am Elm wahr und begann mit der Verwirklichung von Auftragsarbeiten und Projekten wie der Eröffnung der Galerie EIGENE ART im Kloster Jerichow. 1999 folgten weitere Auftragsarbeiten und freie Arbeiten für die eigene Galerie sowie Vorarbeiten zur Ausstellung Skulpturen und Objekte II im Jahr 2000 im Kloster Jerichow.
2007 wurde er mit dem Kulturpreis der Stadt Rathenow ausgezeichnet, der an „Personen oder Institutionen, die in den letzten Jahren Ungewöhnliches geschaffen oder neue Wege beschritten haben“ und zur „Belebung der kulturellen Szene der Stadt Rathenow, Förderung neuer Ideen und Würdigung langjähriger Arbeit auf kulturellem Gebiet“ verliehen wird. 2008 wurde der Kirchplatz  mit dem Sagenbrunnen in Lübbenau durch die Arbeitsgemeinschaft „Städte mit historischen Stadtkernen“ des Landes Brandenburg als Denkmal des Monats Mai ausgezeichnet. Volker Michael Roth starb am 15. September 2008.

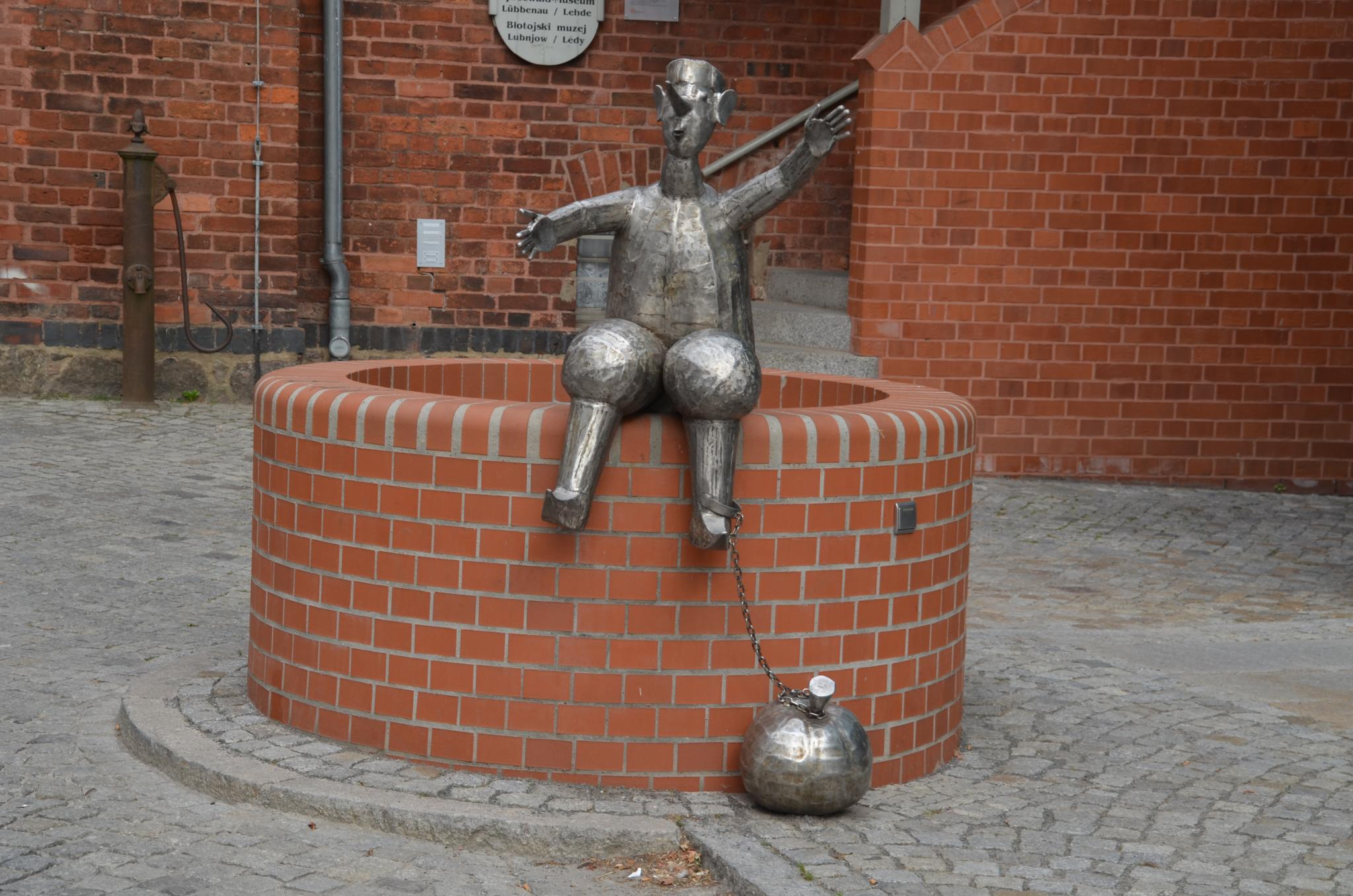
Lutk, Lübbenau
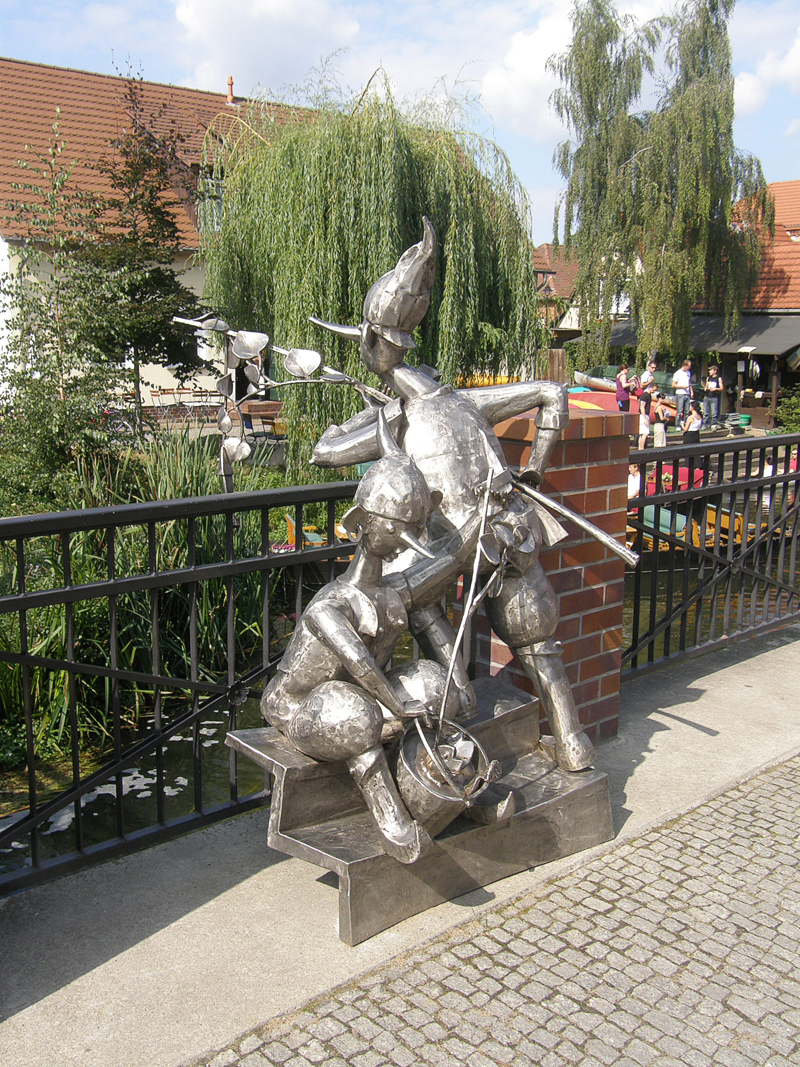
Angler, Lübbenau
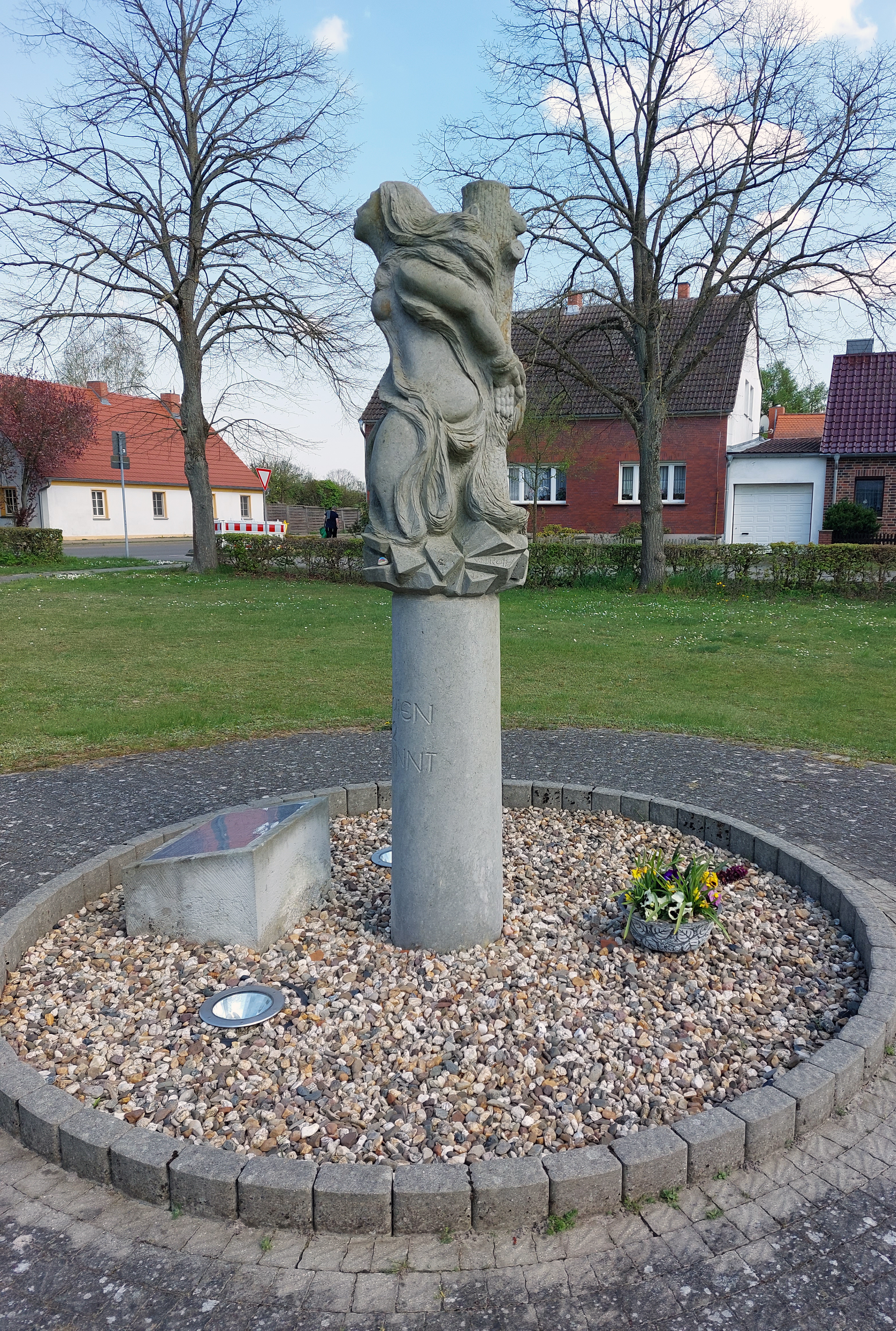
Butterhexe, Rathenow
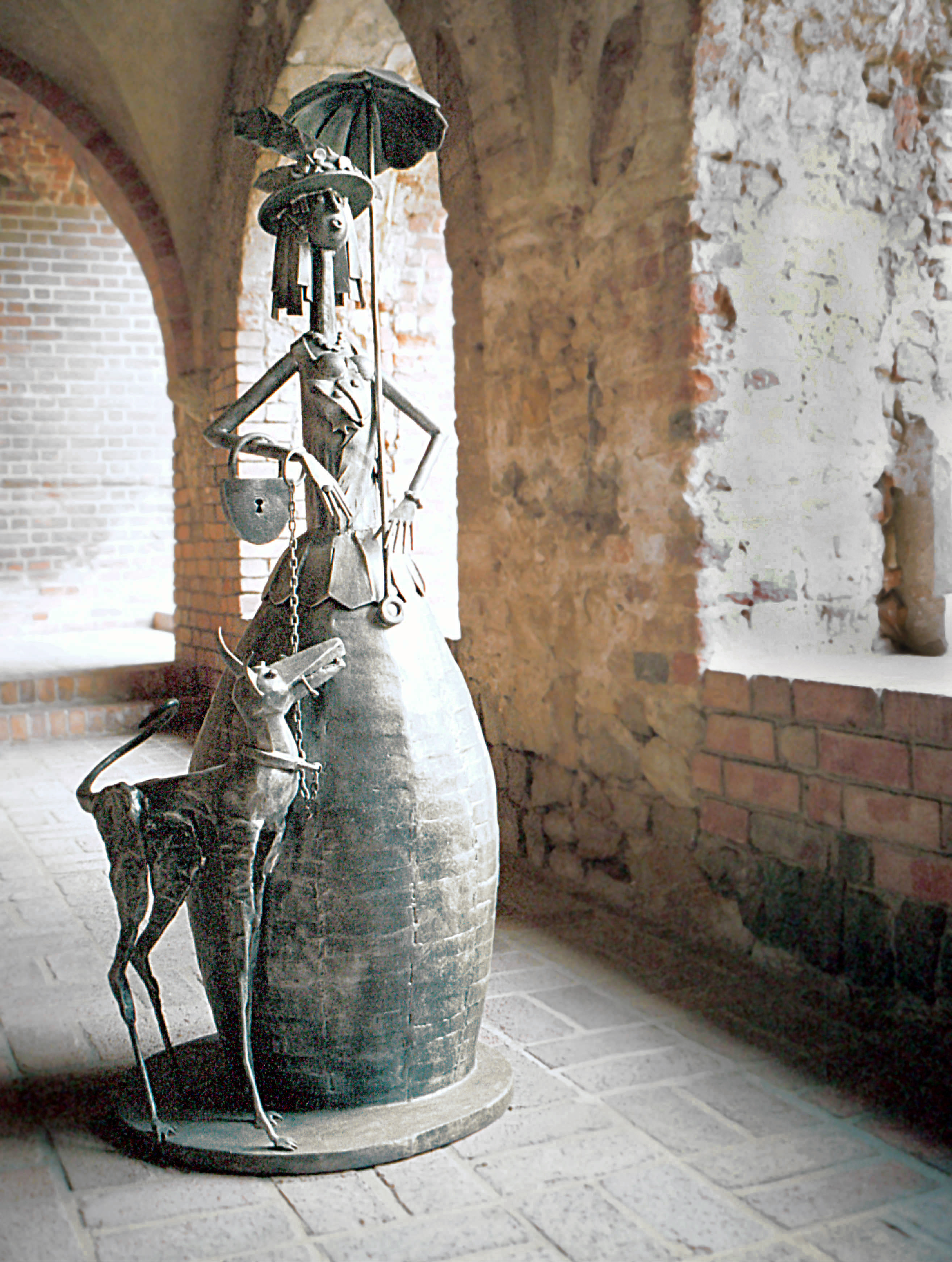
Dame mit Hund, Kloster Jerichow
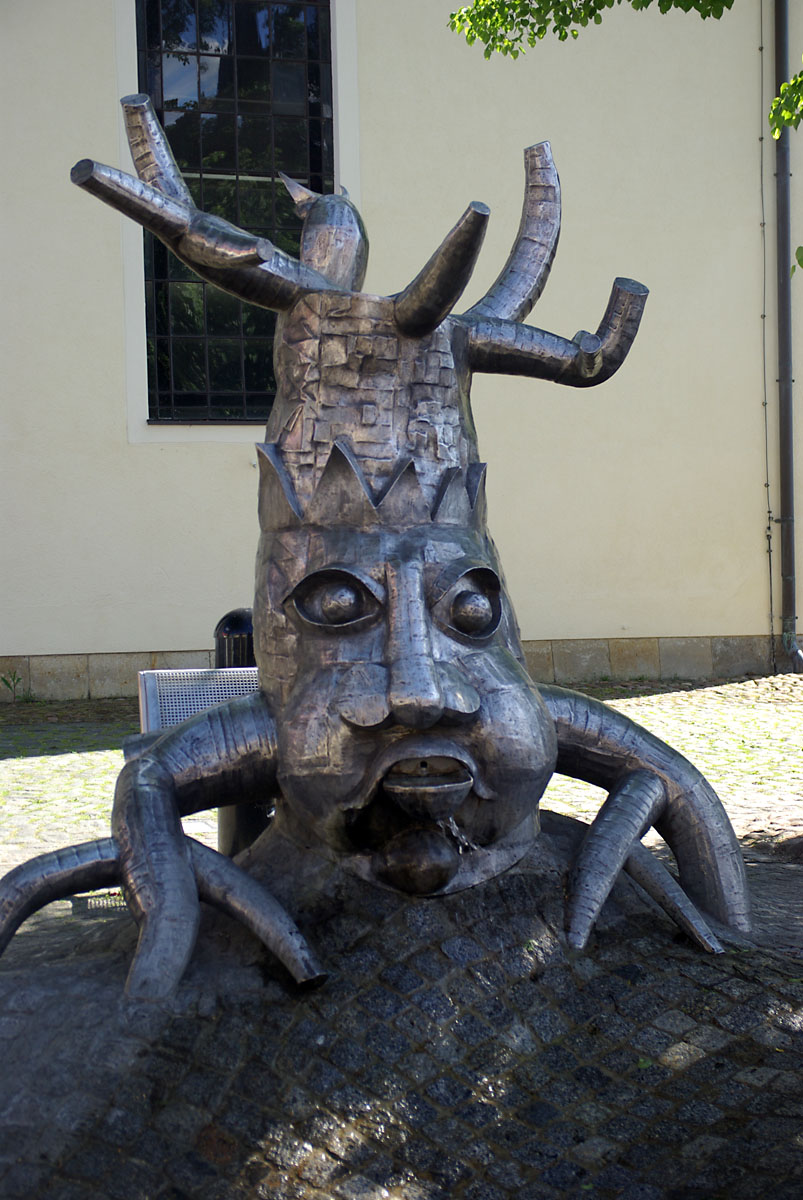
Sagenbrunnen, Detail, Lübbenau
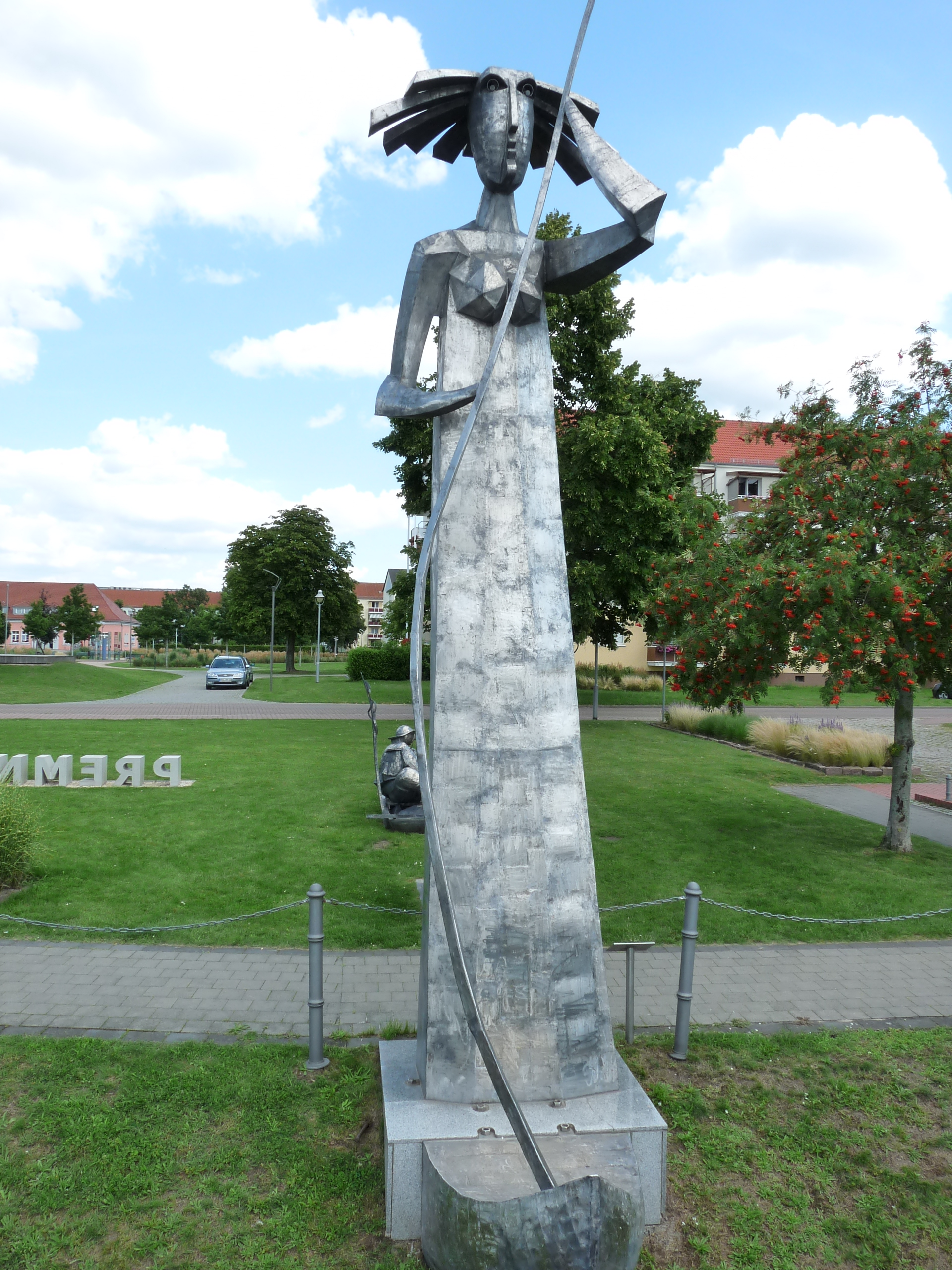
Galiarde, Premnitz
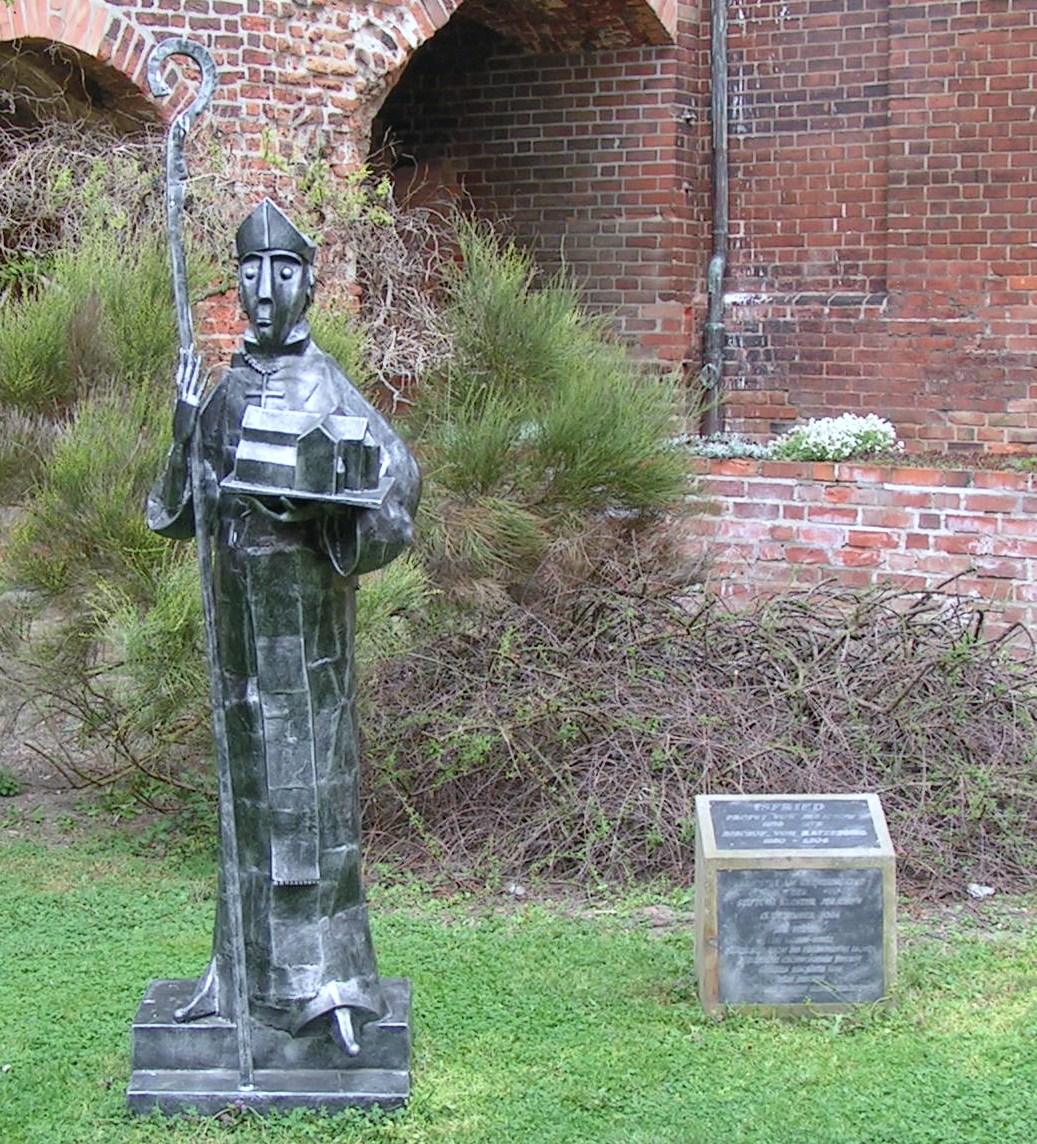
Isfried, Kloster Jerichow

## Werke im öffentlichen Raum
- Butterhexe, Denkmal auf dem Dorfplatz für die 1672 der Hexerei angeklagten Anna Rahns, Semlin (Rathenow), 2002
- Isfried, lebensgroße Skulptur des Propstes im Innenhof des Klosters in Jerichow, 2004
- Marktweiber, Brunnenskulptur aus Stahl auf dem Marktplatz, Premnitz, 2006
- Galiarde, futuristische Skulptur eines stakenden Fischers in einem angedeuteten Kahn am Havelufer, Premnitz[3]

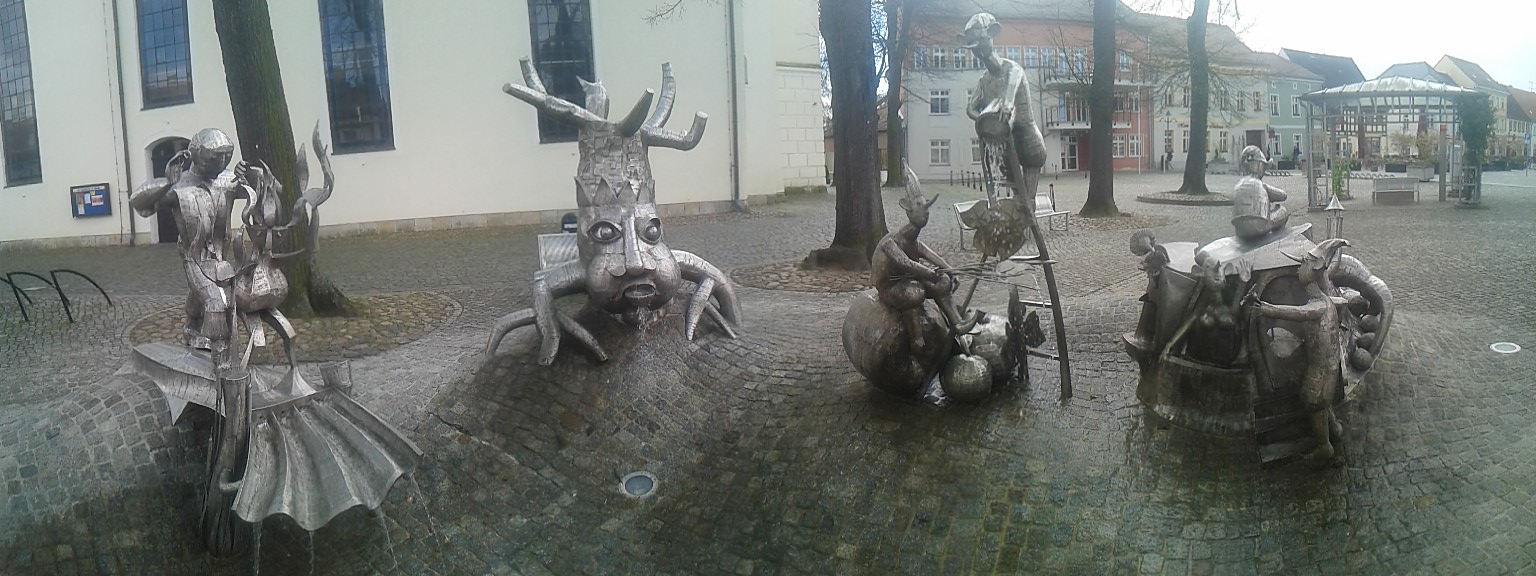
Sagenbrunnen, Lübbenau

- Schleusenspucker, am Alten Hafen, Innenstadt von Rathenow, 2006[4]
- Sagenbrunnen, nimmt Bezug zu Lübbenauer Sagengestalten, wie Lutken, Baum- und Schlangenkönig und Irrlicht, Kirchplatz an der Nikolaikirche in Lübbenau[5]
- Lutk am Rand des Brunnens, an der Ostseite des Torhauses des Spreewaldmuseums am Topfmarkt 12, als Ergänzung zum Sagenbrunnen auf dem Kirchplatz,  Lübbenau
- Angler, an einem Fließ in der Altstadt, Lübbenau
- Litfaßsäule mit Plakatkleber,  Neustadt am Spreewaldhaus, Lübbenau[6]